# 東卡布里維
東卡布里維是位於西南非洲（今納米比亞）的班圖斯坦，於1972年由種族隔離政府設立，位於納米比亞的狹地卡布里維地帶東端，與博茨瓦納、安哥拉、贊比亞和卡萬戈蘭接壤。南非邊境戰爭期間，卡布里維地帶成為戰場。1989年5月，東卡布里維與西南非洲其他班圖斯坦被撤銷。